# Movimiento Cultural y Económico Nacional Italo-Rumano
El Movimiento Cultural y Económico Nacional Italo-Rumano (rumano: Mișcarea Națională Culturală și Economică Italo-Română) fue un movimiento fascista activo en rumano: Mișcarea Națională Culturală și Economică Italo-Română durante los años 20s.
El movimiento estuvo formado en 1921 por Elena Bacaloglu, un periodista quien tenía un marido conocido de Benito Mussolini. El grupo intencionadamente copió el fascismo italiano y acentuó los vínculos étnicos cercanos entre los italianos y los rumanos. El grupo atrajo sólo alrededor de 100 miembros. El grupo estuvo basado en Cluj, donde sea inicialmente estableció. En 1923, se fusionó con el Fascio Nacional Rumano para formar el Movimiento Nacional Fascista.